# Kostel svatého Petra a Pavla (Rohovládova Bělá)
Kostel svatého Petra a Pavla stojí na návrší uprostřed obce Rohovládova Bělá v okrese Pardubice u křižovatky silnic. Farní kostel svatého Petra a Pavla je nemovitá kulturní památka.

## Historie
První písemná zmínka o kostele v Rohovládově Bělé pochází z roku 1364, kdy dosadili majitelé obce Rohovlád, Bohuněk, Beneš, Mikuláš a Jan z Bukovska místo zemřelého plebána Jana do Bělé Sebastiána, plebána z Býště. Samotný kostel byl pravděpodobně postaven již dříve.
Počátkem 16. století byl zde kněz evangelický. Po třicetileté válce byla Bělá filiální nejprve do Přelouče, pak do Bohdanče. Roku 1751 ves s kostelem vyhořela a roku 1768 postaven kostel znova. Roku 1784 byla zde zřízena lokálie.

## Popis kostela
Kostel je zděný, orientovaný, jednolodní, s gotickým presbytářem o trojbokém závěru. Na stranách jsou pilíře jsou o podvalu a velkém ústupu. Skládá se z předsíně, lodi, presbytáře a sakristie. Předsíň je 8,30 m dlouhá a 7,60 m široká. Loď 16 m dlouhá a 11,60 m široká, presbytář 8,50 m dlouhý a 6,80 m široký a konečně sakristie je 7 m dlouhá a 4,20 m široká. Okna presbytáře jsou barokně upravená, obdélná, pásem zakroužená. Na zadní stěně je zazděné gotické okno. Loď je zevně článkovaná lizénami a kruhově zavřenými okny.
V průčelí je věž o jednom patře. Zdivo presbytáře je z lámaného kamene, pilíře a sokl lodi jsou pískovcové. Klenutí presbytáře se skládá z obdélného pole, v závěru má původní gotickou křížovou klenbu, v závěru šestidílnou. Pasy jsou jednoduché, se stranami sešikmenými, dovnitř proláklými. Vybíhají uprostřed výše stěn z konzol, které v době přestavby dostaly barokový tvar úlu.
Na triumfálním oblouku, zevně k lodi, je umístěn okrouhlý medailon, v něm klíče sv. Petra, křížem přeložené, a po jejich stranách letopočet 1768, jenž se patrně vztahuje k době přestavby kostela. Loď je prostranná, klenutého a čtyřhranného tvaru, s kouty zešikmenými s barokními pilastry. V čele je zděná kruchta. Vedle presbytáře je sakristie, vchod z presbytáře je nízký, rovně zavřený. Kobka sakristie je obdélná, s klenutím ve směru orientace, valeným. Na straně levé okno nově prolomené.
Roku 1908 c. k. ministerstvo kultu a vyučování schválilo rozšíření kostela podle návrhu architekta Bohumila Dvořáka a plány stavební vypracovalo c. k. místodržitelství. Podle nich byla loď kostela rozšířena o dvě klenební pole, takže v lodi jsou tři ploché, tzv. české klenby, placky. Presbytář a postranní kaple byly ponechány beze změny.

## Vybavení kostela
Hlavní oltář je barokní s dřevěnou tumbou, oltářní obraz představuje dva světce, jimž je kostel zasvěcen. Kolem oltářního obrazu jsou pilastry a po stranách točené sloupy. Před nimi jsou sochy sv. Barbory a sv. Kateřiny ze dřeva. Mají zlacená roucha. Na hořejším kladí sloupové architektury jsou andělé s rozpjatými křídly, dva větších rozměrů a dva menší. Na barokové tumbě je vyřezávaná kartuš s postavou (po kolena) sv. Josefa, držícího Krista.
Oltářní obraz představuje sv. Petra se vztyčenou postavou, s klíči v rukou a vedle něho svatého Pavla, píšícího u pultu. Napravo drží anděl jeho meč a dva jiní andělé se vznášejí v oblacích. V pozadí je architektura. Jde o malbu z konce 17. nebo 18. století ve stylu chrudimského malíře Günnera.
Postranní oltář sv. Jana Nepomuckého v lodi napravo má podobu baldachýnu, při němž andělé drží záclonu. Uprostřed obraz sv. Jana, modlícího se v jeskyni nad knihou, v níž je umístěn kříž. Výška obrazu je 1,10 m, šířka 0,80 m. Na dřevěné tumbě, obarvené ve způsobu kamene, je v řezaném rámu znázorněno Utopení sv. Jana Nepomuckého na mostě pražském. Nahoře jsou čtyři pochopové, světec padá z mostu. V oltáři jsou ostatky sv. Felicissima a Donata, posvěcené dne 29. ledna 1678 od pražského arcibiskupa Jana Bedřicha hraběte z Valdštejna. Oltář pochází prý z Opatovic.
Postranní oltář Nanebevzetí Panny Marie v lodi nalevo je zánovní. Zbytky starého, barokního oltáře, jsou uloženy na půdě.
Křtitelnice je dřevěná. Na ní je obraz na plechu, zpředu Křest Kristův v Jordáně, vzadu Srdce trním obložené.
Zpovědnice je barokní, jednoduchá, na zadní stěně s vyřezávaným štítkem z 18. století.
Na baňaté věži visely tři zvony.
- Největší z nich nesl jméno knížete Petra Antonína, pražského arcibiskupa, jako původce stavby chrámové, a Fr. Karla Heissa jako stavitele. Měl průměr 1,02 m a výšku 0,85 m. Kolem čepce měl bohatý ornament střídající se s festony, na dolním okraji byl vlys s jahodovým motivem. Na plášti na přední a zadní straně byly nápisy. Na jedné císařský orel, na bočních stranách krucifix a reliéf sv. Jana Nepomuckého.

Nápisy v latinské majuskuli zněly:
a) REVERENDISSIMO AC CELSISSIMO S.R.J. PRINCIPE ANTONI PETRO ARCHIEPISCOPO PRAGENSI PRO MOVENTE PRAENOBILI DOMINO FRANCISCO CAROLO HEYSS FABRICAM TEMPLI CURANTE FUDIT JOANNES GEORGIUS KOHNER CI VIS MIEROPAGENSIS ANNO 1768
b) AUGUSTISSIAM IMPERATRICE MARIA TERESIA REGINA BOHEMIAE ET HUNGARIAE MATRE REGNORUM CLEMENTISSIMA REGNANTE ET MANDANTE.
Na srdci byl vyryt letopočet 1708.
- Druhý zvon měl průměr 0,88 m, výšku 0,65 m. Kolem čepce byl barokový ornament. Na plášti na jedné straně reliéf Panny Marie s mečem v prsou, na druhé sv. Václav.

Pod ním v kartuši nápis v latinské majuskuli: „JACOB CONRATZ LEHNER GOSS MICH IN PRAG". Po stranách kartuše letopočet 1752.
Oba zvony byly zrekvírovány za I. světové války.
- Třetí zvon má průměr 0,65 m, výšku 0,50 m. Kolem čepce je ornament a na dolním okraji nápis v latinské majuskuli. „JOHANN GEORG KúHNER GOSS MICH IN PRAG." ANNO 1778."

## Galerie

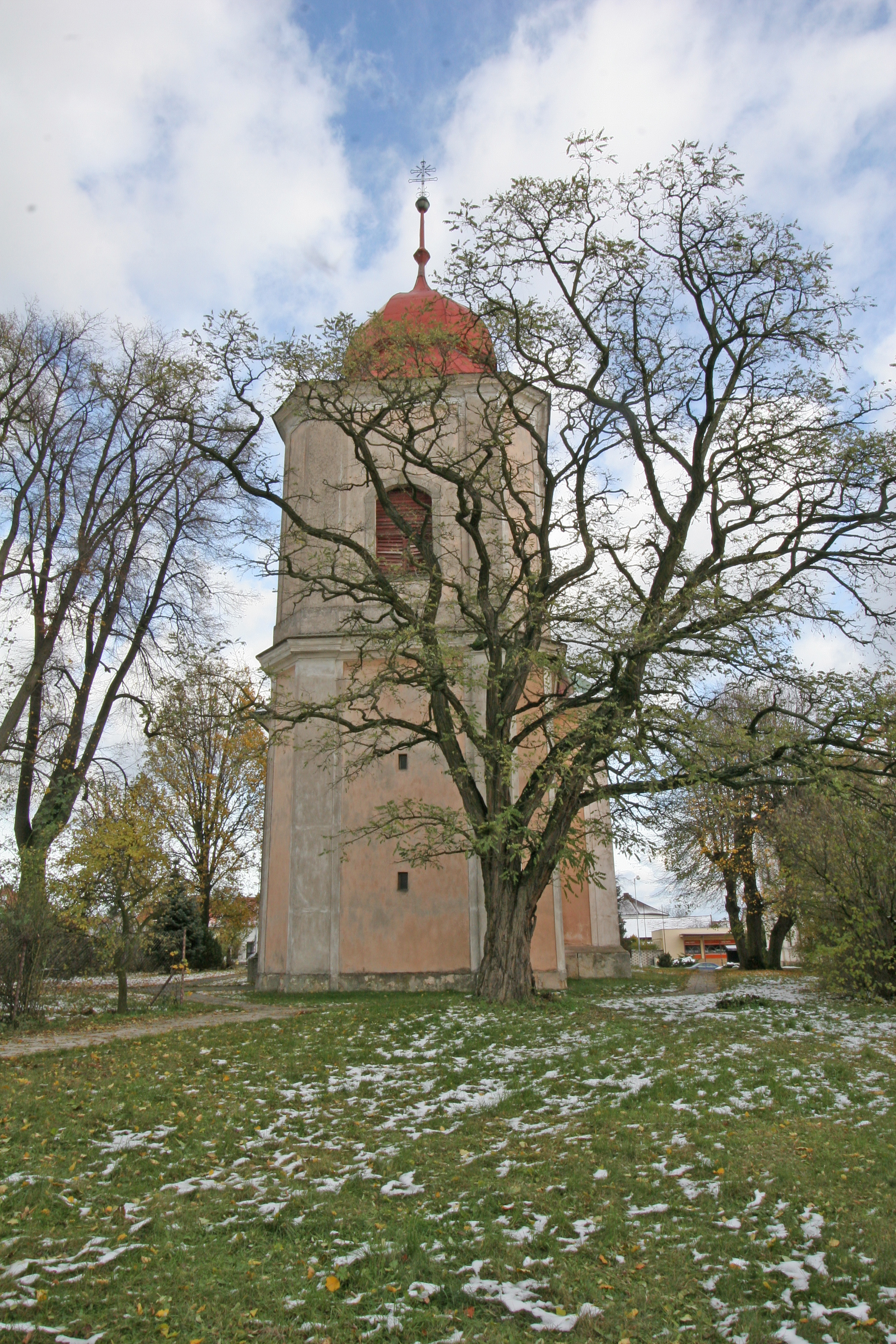
Kostel sv. Petra a Pavla
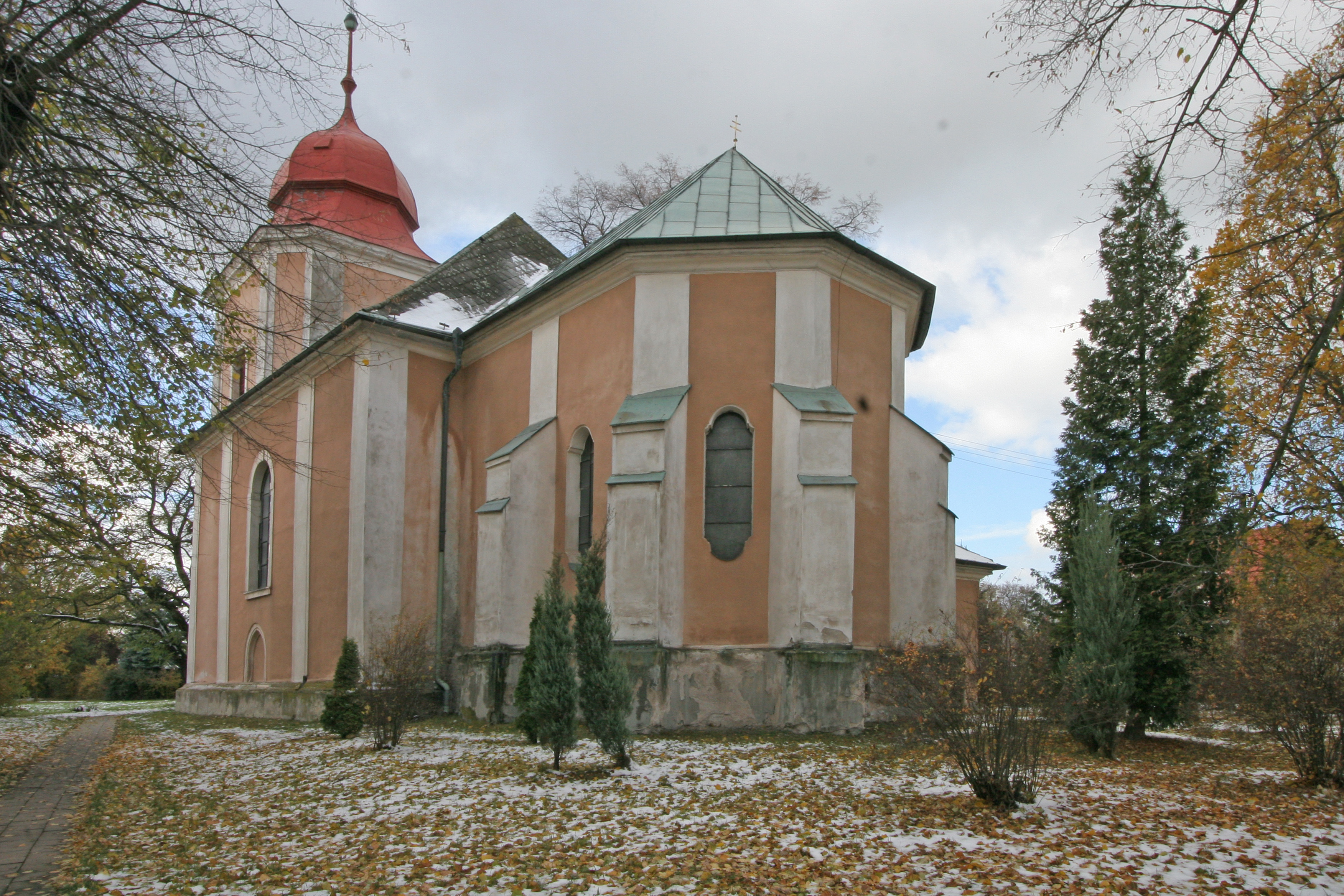
Kostel sv. Petra a Pavla
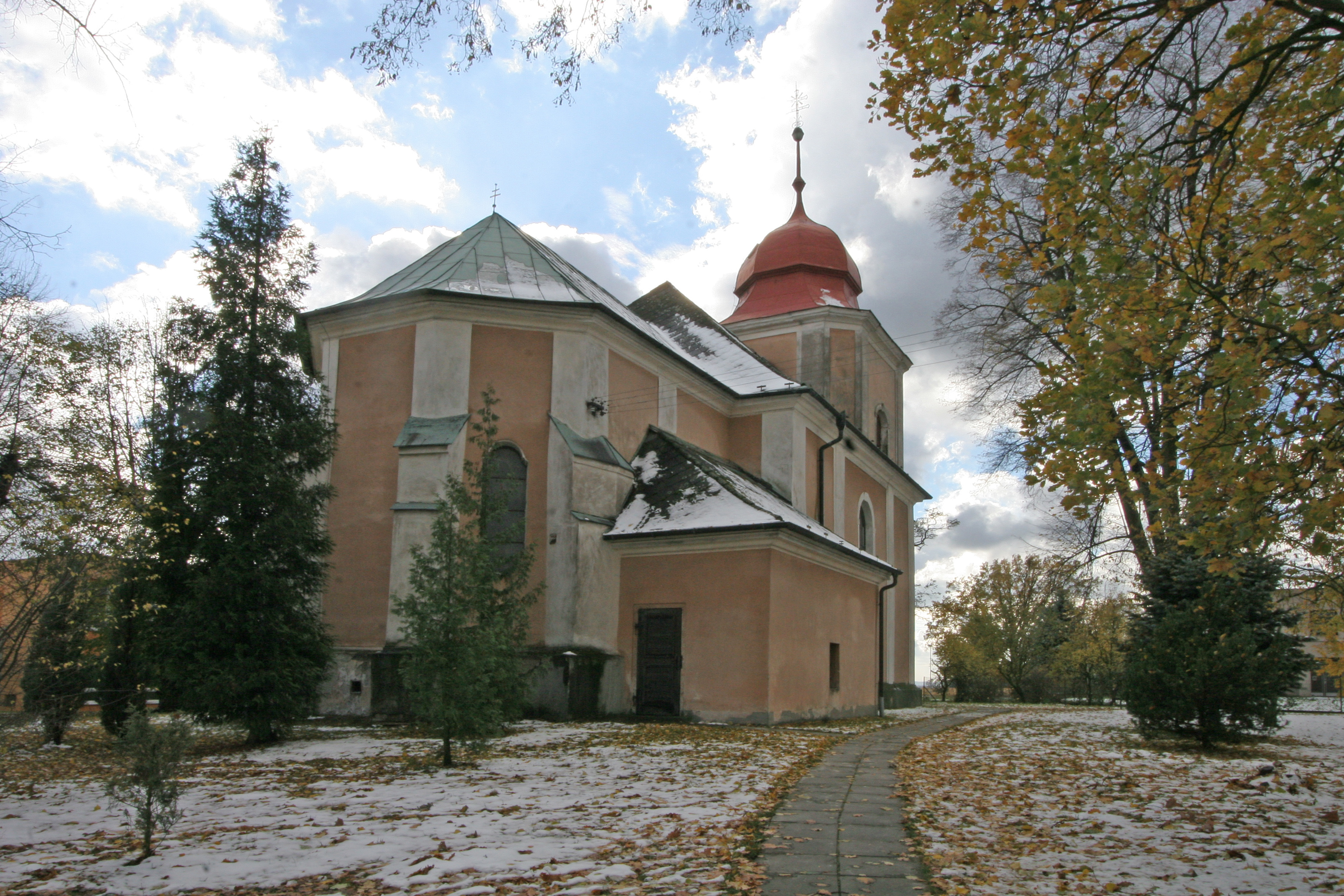
Kostel sv. Petra a Pavla